# Eleições legislativas de Israel em abril de 2019
As eleições para o XXI Knesset foram realizadas em 9 de abril de 2019, para formar um novo parlamento em Israel. Como nenhum partido conseguiu garantir uma maioria mínima para governar, uma nova eleição foi convocada para setembro do mesmo ano.

## Antecedentes
Avigdor Lieberman criticou um projeto de lei (apoiado por partidos ultraortodoxos) que dispensaria estudantes da Torá do serviço militar nas Forças de Defesa de Israel. Meretz e Yesh Atid enviaram uma proposta em 12 de março para dissolver o Knesset. Eleições antecipadas, no entanto, não ocorreram.
Lieberman eventualmente deixaria o governo liderado por Benjamin Netanyahu em oposição ao acordo de cessar-fogo com o grupo palestino Hamas, que controla a Faixa de Gaza. Isso deixou a coalizão do governo com 61 assentos no parlamento (de um total de 120). O Lar Judaico anunciou em 16 de novembro que abandonaria o governo se Naftali Bennett não recebesse o cargo de Ministro da Defesa, anteriormente ocupado por Lieberman. Posteriormente, no entanto, Bennett decidiu permanecer no governo como Ministro da Educação, evitando o colapso da coalizão. Porém, problemas  como o alistamento dos ultraortodoxos continuaram, e levaram à dissolução do parlamento e à convocação de eleições marcadas para 9 de abril de 2019.

## Sistema eleitoral
Os 120 assentos do Knesset são eleitos por um sistema de lista fechada proporcional em uma única circunscrição. A cláusula de barreira dessa eleição é de 3,25%. Na maior parte dos casos, isso equivale a um mínimo de quatro assentos por partido, mas, em ocasiões raras, um partido poderia eleger três parlamentares.

## Principais partidos
| Partido | Partido                   | Líder              | Ideologia                                       | Espectro                |
| ------- | ------------------------- | ------------------ | ----------------------------------------------- | ----------------------- |
|         | Likud                     | Benjamin Netanyahu | Conservadorismo, Liberalismo económico          | Centro-direita/Direita  |
|         | Partido Trabalhista       | Avi Gabbay         | Social-democracia, Sionismo trabalhista         | Centro-esquerda         |
|         | Hadash - Ta'al            | Ayman Odeh         | Comunismo, Nacionalismo árabe                   | Extrema-esquerda        |
|         | Lista Árabe Unida - Balad | Mansour Abbas      | Interesses da minoria árabe, Nacionalismo árabe | Pega-tudo               |
|         | Azul e Branco             | Benny Gantz        | Liberalismo, Sionismo                           | Centro                  |
|         | Kulanu                    | Moshe Kahlon       | Social-liberalismo, Liberalismo económico       | Centro/Centro-direita   |
|         | Direita Unida             | Rafi Peretz        | Sionismo religioso, Nacionalismo sionista       | Direita/Extrema-direita |
|         | Shas                      | Aryeh Deri         | Conservadorismo social, Populismo de direita    | Direita/Extrema-direita |
|         | Judaísmo Unido da Torá    | Yaakov Litzman     | Judaísmo ortodoxo, Sionismo religioso           | Direita/Extrema-direita |
|         | Yisrael Beitenu           | Avigdor Lieberman  | Interesses da minoria russa, Conservadorismo    | Direita                 |
|         | Meretz                    | Tamar Zandberg     | Social-democracia, Ambientalismo                | Centro-esquerda         |
|         | Nova Direita              | Naftali Bennett    | Conservadorismo, Nacionalismo                   | Direita                 |
|         | Zehut                     | Moshe Feiglin      | Libertarismo, Sionismo                          | Direita                 |
|         | Gesher                    | Orly Levy          | Social-liberalismo, Igualitarismo               | Centro/Centro-esquerda  |

## Resultados Oficiais
| Partido                 | Partido                     | Votos     | %               | +/-    | Deputados | +/-     |
| ----------------------- | --------------------------- | --------- | --------------- | ------ | --------- | ------- |
|                         | Likud                       | 1 140 370 | 26,46 / 100,00  | 3,06   | 35 / 120  | 5       |
|                         | Azul e Branco               | 1 125 881 | 26,13 / 100,00  | 17,31  | 35 / 120  | 24      |
|                         | Shas                        | 258 275   | 5,99 / 100,00   | 0,25   | 8 / 120   | 1       |
|                         | Judaísmo Unido da Torá      | 249 049   | 5,78 / 100,00   | 0,79   | 8 / 120   | 2       |
|                         | Hadash - Ta'al              | 193 293   | 4,49 / 100,00   | -      | 6 / 120   | Estável |
|                         | Partido Trabalhista         | 193 442   | 4,43 / 100,00   | 14,24  | 6 / 120   | 13      |
|                         | Yisrael Beitenu             | 173 004   | 4,01 / 100,00   | 1,09   | 5 / 120   | 1       |
|                         | Direita Unida               | 159 468   | 3,70 / 100,00   | 3,04   | 5 / 120   | 3       |
|                         | Meretz                      | 156 473   | 3,63 / 100,00   | 0,30   | 4 / 120   | 1       |
|                         | Kulanu                      | 152 756   | 3,54 / 100,00   | 3,95   | 4 / 120   | 6       |
|                         | Lista Árabe Unida - Balad   | 143 66    | 3,34 / 100,00   | -      | 4 / 120   | 3       |
| Barreira de 3,25%       |                             |           |                 |        |           |         |
|                         | Nova Direita                | 138 598   | 3,22 / 100,00   | Novo   | 0 / 120   | Novo    |
|                         | Zehut                       | 118 031   | 2,73 / 100,00   | Novo   | 0 / 120   | Novo    |
|                         | Gesher                      | 74 701    | 1,73 / 100,00   | Novo   | 0 / 120   | Novo    |
|                         | Outros (com menos de 1,00%) | 34 686    | 0,85 / 100,00   |        | 0 / 120   |         |
| Votos Inválidos         | Votos Inválidos             | 30 764    |                 |        |           |         |
| Total                   | Total                       | 4 340 253 | 100,00 / 100,00 |        | 120 / 120 |         |
| Eleitorado/Participação | Eleitorado/Participação     | 6 339 279 | 68,46 / 100,00  | 3,88   |           |         |
| Fonte                   | Fonte                       | [ 11 ]    | [ 11 ]          | [ 11 ] | [ 11 ]    | [ 11 ]  |

## Análise e formação do governo
Likud do primeiro-ministro em funções Benjamin Netanyahu voltava a vencer as eleições com uma votação reforçada em relação a 2015, mas obtinha o mesmo número de deputados que a coligação liberal Azul e Branco liderada por Benny Gantz. Este resultado deixava a balança do poder nos partidos mais pequenos, com especial destaque para os diversos partidos religiosos.

Após meses de impasse com os desentendimentos sobre o serviço militar dos Ultra-Ortodoxos a voltarem a ser um entrave para a formação de um novo governo, o Knesset e foram convocados eleições antecipadas para Setembro.  